# Courcy (Manche)
Courcy és un municipi francès situat al departament de la Manche i a la regió de Normandia. L'any 2007 tenia 528 habitants.

## Demografia

### Població
El 2007 la població de fet de Courcy era de 528 persones. Hi havia 208 famílies de les quals 56 eren unipersonals (24 homes vivint sols i 32 dones vivint soles), 68 parelles sense fills, 76 parelles amb fills i 8 famílies monoparentals amb fills.
La població ha evolucionat segons el següent gràfic:
Habitants censats

### Habitatges
El 2007 hi havia 254 habitatges, 215 eren l'habitatge principal de la família, 22 eren segones residències i 17 estaven desocupats. 246 eren cases i 6 eren apartaments. Dels 215 habitatges principals, 163 estaven ocupats pels seus propietaris, 51 estaven llogats i ocupats pels llogaters i 1 estava cedit a títol gratuït; 7 tenien dues cambres, 22 en tenien tres, 61 en tenien quatre i 125 en tenien cinc o més. 179 habitatges disposaven pel capbaix d'una plaça de pàrquing. A 98 habitatges hi havia un automòbil i a 99 n'hi havia dos o més.

### Piràmide de població
La piràmide de població per edats i sexe el 2009 era:
| Homes | Edats   | Dones |
| ----- | ------- | ----- |
| 0     | 95 o +  | 0     |
| 0     | 90 a 94 | 0     |
| 4     | 85 a 89 | 4     |
| 0     | 80 a 84 | 0     |
| 0     | 75 a 79 | 20    |
| 8     | 70 a 74 | 8     |
| 16    | 65 a 69 | 16    |
| 16    | 60 a 64 | 12    |
| 16    | 55 a 59 | 8     |
| 16    | 50 a 54 | 24    |
| 32    | 45 a 49 | 20    |
| 16    | 40 a 44 | 16    |
| 12    | 35 a 39 | 16    |
| 20    | 30 a 34 | 16    |
| 16    | 25 a 29 | 12    |
| 20    | 20 a 24 | 24    |
| 20    | 15 a 19 | 28    |
| 16    | 10 a 14 | 16    |
| 4     | 5 a 9   | 8     |
| 4     | 0 a 4   | 0     |

## Economia
El 2007 la població en edat de treballar era de 337 persones, 251 eren actives i 86 eren inactives. De les 251 persones actives 232 estaven ocupades (128 homes i 104 dones) i 19 estaven aturades (8 homes i 11 dones). De les 86 persones inactives 44 estaven jubilades, 16 estaven estudiant i 26 estaven classificades com a «altres inactius».

### Ingressos
El 2009 a Courcy hi havia 220 unitats fiscals que integraven 567 persones, la mediana anual d'ingressos fiscals per persona era de 15.861 €.

### Activitats econòmiques
Dels 20 establiments que hi havia el 2007, 1 era d'una empresa de fabricació de material elèctric, 1 d'una empresa de fabricació d'altres productes industrials, 6 d'empreses de construcció, 5 d'empreses de comerç i reparació d'automòbils, 2 d'empreses d'hostatgeria i restauració, 1 d'una empresa d'informació i comunicació, 1 d'una empresa financera, 1 d'una empresa de serveis i 2 d'empreses classificades com a «altres activitats de serveis».
Dels 7 establiments de servei als particulars que hi havia el 2009, 2 eren paletes, 2 lampisteries, 2 electricistes i 1 restaurant.
L'any 2000 a Courcy hi havia 36 explotacions agrícoles que ocupaven un total de 931 hectàrees.

## Equipaments sanitaris i escolars
L'únic equipament sanitari que hi havia el 2009 era un psiquiàtric.
El 2009 hi havia una escola elemental integrada dins d'un grup escolar amb les comunes properes formant una escola dispersa.

## Poblacions més properes
El següent diagrama mostra les poblacions més properes.